# هنگ آزادی روسیه
هنگ آزادی روسیه (روسی: Легион «Свобода России» ; اوکراینی: Легіон «Свобода Росії»، آوانگاری: Legion "Svoboda Rosiyi") که همچنین به هنگ آزادی برای روسیه نیز برگردانده شده هنگی از نیروهای مسلح اوکراین است که در مارس ۲۰۲۲ برای نگهبانی از اوکراین در برابر آفند روسیه به اوکراین در سال ۲۰۲۲ در طول جنگ روسیه و اوکراین پایه‌گذاری شد. این سازمان دربرگیرنده فراریان نیروهای مسلح روسیه و همچنین دیگر داوطلبان روسی و بلاروسی است که پیشتر در تشکیلات نظامی عضویت نداشته‌اند.
هنگ از پرچم سفید-آبی-سفید روی نشان آستین به جای پرچم رسمی روسیه استفاده می‌کند. این هنگ همچنین یک درود منحصر به فرد دارد که با ساختن شکل "L" با بازوهای برافراشته داده می‌شود.

## تاریخچه
هنگ «آزادی روسیه» از یک گروه از ارتش روسیه (بیش از ۱۰۰ نفر) تشکیل شده که داوطلبانه به طرف اوکراینی فرار کردند. به گفته فرمانده این گروه، آنها در ۲۷ فوریه ۲۰۲۲ با کمک سرویس امنیتی اوکراین، به سویه اوکراینی پیوستند تا «از اوکراینی‌ها در برابر فاشیست‌های واقعی نگهبانی کنند». وی همچنین از هموطنان خود، سربازان ارتش پوتین، خواست به هنگ «آزادی روسیه» بپیوندند تا مردم خود و کشور را «از پستی و نابودی» نجات دهند.
نخستین داوطلبان هنگ «آزادی روسیه» آموزش مقدماتی فردی را در اواخر مارس ۲۰۲۲ آغاز کردند. به‌طور خاص، کارکنان هنگ با راهنمای مربیان نیروهای مسلح اوکراین ویژگی‌های موشک کوتاه برد هدایت شونده ضد تانک قابل حمل سوئدی-بریتانیایی NLAW را آموختند. فرماندهان یگان‌های «آزادی روسیه» با وضعیت عملیاتی خط جلودار آشنا شدند. اهداف اعلام شده هنگ دفع آفند روسیه به اوکراین و در نهایت سرنگونی رژیم ولادیمیر پوتین است.
در ۹ آوریل ۲۰۲۲، کانال تلگرامی «آزادی روسیه» ویدئویی منتشر کرد که در آن داوطلبان هنگ اسیران جنگی روسی را از دونباس به مقر خود می‌بردند.